# ثابت هاژیچ
ثابت هاژیچ (انگلیسی: Sabit Hadžić؛ ۷ اوت ۱۹۵۷ – ۳ مارس ۲۰۱۸) بازیکن بسکتبال اهل بوسنی و هرزگوین بود.
وی در مسابقات کشوری و بین‌المللی در مجموع برندهٔ ۱ مدال برنز شده‌است.